# 長谷川ゆい
長谷川 ゆい（はせがわ ゆい、1982年12月23日 - ）は、日本の元AV女優。

## 略歴
大阪府出身。2002年にAVデビュー。清純派美少女系のキカタン（企画単体）女優として活躍した。

## 人物
異なるプロフィールがいくつかある。
- 「妹の晴着」（2002年）のケース裏面のプロフィールでは、B:88・W:63・H:98としている[2]。
- FANZAプロフィールでは、B:Dカップとしている[1]。

## 作品

### アダルトビデオ（単体作品）
2002年
- 妹の晴着（12月13日、レイディックス）他出演:梅宮かおる、笠木忍
- KANSAI女子校生MAP（12月25日、ビッグモーカル）全4名

2003年
- HIGH SCHOOL FUCK（1月15日、アイデアポケット）他出演:矢田亜紀、早瀬ちひろ、水口亜弥 全4名
- 制服の彼女 長谷川ゆい（3月3日、実録出版）
- 女子校生羞恥調教 No.10（3月6日、イズ・ミー）
- ブルスクゆい 19才 長谷川ゆい（3月19日、スマイリー）
- 脱お嬢様・絶頂 長谷川ゆい（3月20日、GLAY'z）
- 監禁タクシー 長谷川ゆい 桃井なつみ 広瀬奈央美（4月11日、TMA）全3名
- 18歳デビュー前 長谷川ゆい（4月14日、レイディックス）※企画単体女優デビュー前のネットモデル時代の作品 実発売はされずに回収
- カゴの鳥 妹・ゆい 長谷川ゆい（4月18日、スマイリー）
- 発情牝 SEXの虜になった私 長谷川ゆい（4月20日、トランスコーポレーション）
- 清楚Dカップの学生 長谷川ゆい 関西娘に大量顔射（5月1日、実録出版 ZS-08）
- 清楚美乳 Dカップの学生 長谷川ゆい SPECIAL（5月12日、実録出版 ZSD-05）
- 異常制服 長谷川ゆい（5月20日、トランスコーポレーション）
- 女子校生羞恥調教 長谷川ゆい（6月1日、竹膳）
- ゆいタン（;´Д｀）ハァハァ 長谷川ゆい（6月15日、銀河映像）
- 僕のカワイイ召使い 長谷川ゆい（7月8日、アイデアポケット）
- 超天然美少女 長谷川ゆい（7月19日、SODクリエイト）
- 裏 入門 長谷川ゆい 完全版（8月20日、ケイ・エム・プロデュース）共演:南智子
- 長谷川ゆい ノーカット完全版 ゆいタン（;´Д｀）ハァハァハァハァ...（8月21日、ビデオバンク）
- みるきぃHiスクール。長谷川ゆい（9月1日、みるきぃぷりん♪）
- 私、ハレンチEカップ。 長谷川ゆい（9月3日、タカラ映像）
- ブルスク 長谷川ゆい（9月19日、スマイリー）
- 純真女子校生 長谷川ゆい（10月3日、タカラ映像）
- もしも、長谷川ゆいが人妻だったら…。（10月3日、ワープエンタテインメント）
- スーパー★スター予備軍強化合宿 長谷川ゆい（10月4日、SODクリエイト）
- お尻と性器 長谷川ゆい（11月1日、ワンズファクトリー）
- 完全服従メイド 長谷川ゆい（11月1日、マルクス兄弟）
- 高校時代 長谷川ゆい（11月1日、タカラ映像）
- 東京デート 長谷川ゆい（11月1日、タカラ映像）
- 月刊 長谷川ゆい（11月14日（VHS）/2003年12月12日（DVD）、VIP）
- 競泳水着でしよう 長谷川ゆい（11月21日、GLAY'z）
- 長谷川ゆいはサンタクロース（11月1日、レイディックス MBD-140）
  - 長谷川ゆいはサンタクロース＋スペシャルプレゼントビデオ2003（11月25日、レイディックス ONE-123）
- 舐める! スーパーリップサービス 長谷川ゆい（12月1日、ワンズファクトリー）
- 女子マネージャー 僕の校内サポーター（12月4日、ドリームチケット）他出演:三上翔子、今井つかさ 全3名
- 清楚な美少女の性長とSEX 長谷川ゆい（12月4日、SODクリエイト）
- 清楚美乳巨尻 長谷川ゆい（12月12日、実録出版 ZAD-01）

2004年
- Angel ハイスクール 長谷川ゆい（1月8日、アイデアポケット）
- 超人気AVアイドル長谷川ゆいちゃんの清楚系ファック!!（2月9日、素人倶楽部 SS-31）
- 長谷川ゆいちゃん初の清楚ソフトSMファック（2月9日、素人倶楽部 SS-32）
- 女子高生拘束マニア 長谷川ゆい（4月1日、ワンズファクトリー MG-101）
- みるきぃHi-スクール。 長谷川ゆい（4月29日、みるきぃぷりん♪）
- 完全服従メイド 2 長谷川ゆい（5月1日、マルクス兄弟）
- Pure Hearts 長谷川ゆい（5月14日、タカラ映像）
- 監督の特権を最大限に利用して純粋無垢な美少女達をいたずらしちゃいました!!（5月20日 SODクリエイト）他出演:佐倉美桜、愛原千咲、桜井あみ、天使美樹 全5名
- 関西流ハメ撮り タンセキのワカイモンニハマケヘンデェ 3（5月26日、レイディックス）
- 中出しで引退 長谷川ゆい（6月1日、ワンズファクトリー）※引退作
- 妄想彼女 もしもこの子が痴女だったら… 長谷川ゆい（6月15日、アレックス）
- みるスポ! DELUXE 長谷川ゆい（12月8日、みるきぃぷりん♪）※再発

発売日不明
- 恋のミルキーボール（スマイリー）
- 関西マニア ニセダクション面接 VOL3（オフィス・エヌ）※佐竹ゆりとして出演

他

### アダルトビデオ（編集もの、BESTもの、ほか）
2003年
- お風呂でローション 乳揉みスペシャル VOL.1（3月7日、実録出版 ZSS-01）全4名
- 尻フェチ スペシャル VOL.1（6月25日、実録出版 ZSSD-03）全7名
- 尻フェチ スペシャル VOL.2（6月25日、実録出版 ZSSD-04）全6名
- 男が女の金玉尻穴 舐め奉仕スペシャル VOL.1（6月25日、実録出版 ZSSD-05）全9名
- GLAY’z ALBUM 4時間 小泉キラリ 菅野桃 小泉ひかり 新堂真美 長谷川ゆい ほか（7月18日、グレイズ）多数出演
- 極上コスプレビーナス 7人のコスプレ中毒（8月20日、トランスコーポレーション）オムニバス作品 全7名
- 激烈噴出顔射スペシャル Vol.1（9月1日、実録出版 ZSS-06）全7名
- 激烈噴出顔射スペシャル Vol.2（9月1日、実録出版 ZSS-07）全8名
- 潮吹きSUPERXXX 4時間（10月3日、グレイズ）全37名
- ロリ・ナンパ すぺしゃる。（10月3日、グレイズ）全20名
- Hime☆Mix 01（10月31日、エグエグ）オムニバス作品
- 喜ばせ組（10月20日、トランスコーポレーション）オムニバス作品 全7名
- h.m.pカウントダウン2003[Jupiter] BEST HIT Ranking 4時間 沢口あすか 渋谷亜美 すぎはら美里 長谷川ゆい ほか（10月21日、ビデオバンク）多数出演
- 手コキ・淫語・フェラ+アフレコ淫語（11月20日、SODクリエイト）全10名
- HIGH SCHOOL FUCK DX2（12月8日、アイデアポケット）全16名
- 長谷川ゆい 完全制服。（DVD:12月12日 VHS:12月22日、笠倉出版社）
- TAKARA PRECIOUS BOX（12月12日、タカラ映像）全28名
- 月刊メモリアル 名場面ベスト20（12月17日、VIP）全14名
- 女子校生 BEST HITS（12月18日、SODクリエイト）全13名
- Pure☆Mix 01（12月21日、KUKI）オムニバス作品 全4名

2004年
- シチュエーション別ナマ撮りオムニバス厳選女優30名スペシャルLIVE（1月8日、ドリームチケット）全30名
- Queen's 4 憧れのミス（1月25日、ドリームチケット）全4名
- 長谷川ゆい リミテッドエディション（3月1日、実録出版 ZSL-01）※「制服の彼女」「清楚Dカップの学生」を収録
- 後背位MAX 春日みゆき 宝来みゆき 朝河蘭 長谷川ゆい ほか（3月18日、SODクリエイト）※SOD作品130タイトルから選抜
- ヌルヌルネバネバ白いローションの園（4月16日、明和プランニング）全4名
- マルクス アニバーサリー NON STOP4時間（5月1日、マルクス兄弟）全16名
- 超-極射 胸にお尻に乱発射（5月1日、ワンズファクトリー）全20名
- 高級ソープ＆高級ヘルス 極楽4時間（5月7日、グレイズ）全10名
- みるきぃぷりん ぜんぶ。2（5月8日、グレイズ）多数出演 ※DVD全シリーズ97タイトルの総集編
- 長谷川ゆい 完全版（6月1日、ワンズファクトリー）
- MEGA HIP バックでブッ込め（6月1日、ワンズファクトリー）全15名
- 制服大図鑑 女子校生コレクション（7月1日、ワンズファクトリー）全20名
- 女優大名鑑 3（7月1日、ワンズファクトリー TW-109）全15名
- 100人のイキ顔（7月1日、ワンズファクトリー TX-103）全100名
- HIGH SCHOOL FUCK スク水セレクション（7月8日、アイデアポケット）全31名
- 痴女や巨乳の女子校生 [15人の18歳]（7月8日、ドリームチケット）全15名
- 裏シリーズ 4時間（7月9日、million MILD-187）240分 全12名
- GLAY'z Dynamite！ 2枚組6時間（7月9日、グレイズ）多数出演
- 強制フェラ イラマチオ（7月31日、ゾーンワークス）全8名
- 長谷川ゆい BEST（8月8日、アイデアポケット）
- 巨乳女子校生が癒してあげる（8月27日、ケイ・エム・プロデュース）全7名
- FANTASISTA 2nd.STAGE（9月1日、ワンズファクトリー）全9名
- Angel 女子校生セレクション 2（9月8日、アイデアポケット）全10名
- スケイス 2（9月15日、みるきぃぷりん♪）全6名
- 淫乱OL発情日記 2（9月17日、ケイ・エム・プロデュース）全7名
- ANGEL HIGH SCHOOL BEST 1 三浦沙耶 長谷川ゆい 日向あみ 今宿まこと（10月8日、アイデアポケット）全4名
- 巨乳女子校生4時間SPECIAL 2（10月8日、million）全14名
- フェラチオベスト（11月8日、アイデアポケット IDBD-064）全25名
- ベリーベストオブMILLION VOL.7 及川奈央 長谷川瞳 早坂ひとみ 神谷沙織 長谷川ゆい ほか（11月12日、million）※12作品を編集
- 極選！ 潮吹き 4時間（11月12日、million）全12名
- 新人アイドル陵辱日誌 1（12月1日、Surperアダルトビデオ）「※佐竹ゆり」名義 全3名
- G1ダービー 第2レース（12月1日、ワンズファクトリー）全10名
- 完全調教召使いDX4時間 長谷川ゆい（12月8日、マルクス兄弟）

2005年
- THE BEST LEGS＆HIPS VER.04（1月19日、ワープエンタテインメント）全10名
- THEキカタン 8（1月20日、アレックス）全8名
- MILKY COLLECTION 2004 Vol.4（3月8日、みるきぃぷりん♪）全9名
- COWPER REMIX!! 2（4月1日、タカラ映像）全11名
- ミルキィプリン♪オールスターズ 超乳！巨乳！美乳！（4月15日、みるきぃぷりん♪）全7名
- 女子校生パラダイス（5月15日、アレックス）全10名
- マルクス★コスプレメイド NON STOP 4時間（6月13日、マルクス兄弟）全10名
- 出来る限りのNoモザイクNo隠しシックス（6月20日、ホットエンターテイメント）全5名
- Angel Premium 8（8月1日、アイデアポケット）全21名
- 極選！強制ディープスロート4時間（8月19日、ミリオン）全20名
- 極選！強制ディープスロート BEST 20（9月23日、ミリオン）全20名
- 裏シリーズ コレクション（11月9日、million MILV-187）115分 全6名
- MILKY COLLECTION 2005 Vol.4（12月1日、みるきぃぷりん♪）全9名
- 噴出顔射列伝 第一集 七瀬くるみ あいり 長谷川ちひろ 長谷川ゆい ほか（12月8日、実録出版）多数出演 －44発収録
- 噴出顔射列伝 第二集 七瀬くるみ 宮地奈々 月野しずく 長谷川ゆい ほか（12月8日、実録出版）多数出演 －44発収録

2006年
- 手コキと勢いのある射精（1月25日、レイディックス ONED-913）全21名
- 美尻巨尻 騎乗位列伝 第一集（2月9日、実録出版）全34名
- 美尻巨尻 騎乗位列伝 第二集（2月9日、実録出版）全36名
- わきのしたこちょこちょ 5（3月24日、アキバコム）全4名
- 萌えぷにメイド御殿 2（5月1日、ワンズファクトリー）全7名
- 美尻巨尻 肛門列伝 第一集（5月29日、実録出版）全30名
- 美尻巨尻 肛門列伝 第二集（5月29日、実録出版）全27名
- お尻と性器 4時間DX 2（6月1日、ワンズファクトリー）全8名
- 女優拘束マニア 4時間DX 3（8月1日、ワンズファクトリー）全9名
- フェライド 2（8月31日、笠倉出版社）全35名

2007年
- 女子校生 Remastering BEST 4時間（1月12日、ビッグモーカル）全25名
- 女子校生 Remastering BEST 4時間 新基準モザイク（3月25日、ビッグモーカル）全25名
- フェラチオ列伝（5月22日、実録出版）全25名
- ワンズファクトリー8時間プレミアムエディション 美尻女優30人（7月1日、ワンズファクトリー）全30名
- 極選！巨乳・極乳 セレクション4時間（10月26日、million）全15名
- 女子校生×イラマチ（11月1日、ワンズファクトリー）全15名
- 全国女子校生 BEST 4時間（11月9日、ビッグモーカル）全25名

2008年
- どうにかなりそう！！手コキと勢いのある射精（5月3日、レイディックス ONED-923）全25名
- ビクトリー！手コキと勢いのある射精（7月22日、レイディックス ONED-929）全14名
- ブルスク女学園 狂ったコーチの調教地獄！ ～麻莉亜・優衣・穂香の場合～ 平井まりあ 長谷川ゆい 藤崎ほのか（8月8日、カオカコミュニケーション）全3名
- 狂ったコーチの調教地獄！ セーラー服課外授業 平井まりあ 今井みずき 長谷川ゆい 桜井あみ（11月14日、カオカコミュニケーション）全4名
- 美少女フェラチオ・イラマチオ 12人4時間（12月12日、カオカコミュニケーション）全12名

2009年
- 妹はあまえんぼう フルコンプリートDVD 桃色（3月21日、レイディックス）全30名
- 20人の従順メイド ご奉仕4時間（7月13日、マルクス兄弟）全20名
- 放尿美女66人 4時間（12月13日、マルクス兄弟）全66名

2012年
- 放尿＆失禁 110人8時間（10月13日、マルクス兄弟）全110名

2013年
- 御奉仕メイド 40人 8時間（11月30日、マルクス兄弟）全40名